# Bistum Lulong
Das Bistum Lulong (lat.: Dioecesis Iompimensis) ist ein römisch-katholisches Bistum mit Sitz in Lulong in der Volksrepublik China.

## Geschichte
Papst Leo XIII. gründete das Apostolische Vikariat Ostzhili am 23. Dezember 1899 aus Gebietsabtretungen des Apostolischen Vikariats Nordzhili. Am 3. Dezember 1924 nahm es den Namen, Apostolisches Vikariat Yongpingfu, an.
Mit der Apostolischen Konstitution Quotidie Nos wurde es am 11. April 1946 zum Bistum erhoben.

## Ordinarien

### Apostolischer Vikar von Ostzhili
- Ernest François Geurts CM (14. Dezember 1899 – 3. Dezember 1924)

### Apostolische Vikare von Yüngpingfu
- Ernest François Geurts CM (3. Dezember 1924 – 21. Juli 1940)
- Eugène Joseph Hubert Lebouille CM (21. Juli 1940 – 11. April 1946)

### Bischöfe von Lulong
- Eugène Joseph Hubert Lebouille (11. April 1946 – 6. März 1948)
- John Herrijgers CM (4. Juni 1948 – 1983) (Apostolischer Administrator)
- Lan Bo-lu (1958 – 28. Juli 1976)
- Paul Liu Jing-he (1981 – November 2010)
- Peter Fang Jian-ping (seit November 2010 als Bischof der Chinesischen Katholisch-Patriotischen Vereinigung, seit dem 22. September 2018 von Rom anerkannt)